# 庫馬納
庫馬納（西班牙語：Cumaná）是委內瑞拉的城市，也是蘇克雷州的首府，位於該國北部，距離首都卡拉卡斯402公里，始建於1522年，面積591平方公里，海拔高度43米，2016年人口423,546。
庫馬納是西班牙在美洲大陸最早建立的城市之一，也是南美洲歷史最悠久、一直有人居住的西班牙建立的城市。該地區的原住民曾多次試圖阻止西班牙入侵他們的土地，導致該城市多次重建。城市位於委內瑞拉東北部加勒比海沿岸曼薩納雷斯河的入海口，是一個繁忙的海港。